# Ragnhild Haga
Ragnhild Haga (Holter, 12 de febrero de 1991) es una deportista noruega que compite en esquí de fondo.
Participó en los Juegos Olímpicos de Pyeongchang 2018, obteniendo dos medallas de oro, en las pruebas de 10 km y relevos (junto con Ingvild Flugstad Østberg, Astrid Jacobsen y Marit Bjørgen).

## Palmarés internacional
| Juegos Olímpicos | Juegos Olímpicos            | Juegos Olímpicos | Juegos Olímpicos |
| Año              | Lugar                       | Medalla          | Prueba           |
| ---------------- | --------------------------- | ---------------- | ---------------- |
| 2018             | Pyeongchang (Corea del Sur) | Medalla de oro   | 10 km            |
| 2018             | Pyeongchang (Corea del Sur) | Medalla de oro   | Relevo 4 × 5 km  |